# امیلیو گیسونی
امیلیو گیسونی (انگلیسی: Emilio Ghisoni؛ زاده ۱۹۳۷ - درگذشته ۲۸ آوریل ۲۰۰۸) مخترع و طراح اسلحه گرم ایتالیایی بود. او با خلاقیت‌هایی در زمینه طراحی انواع هفت‌تیر شناخته می‌شود.

## زندگی‌نامه
گیسونی در سال ۱۹۳۷ در پاویا، شمال ایتالیا متولد شد و در همان‌جا برای گذراندن دوره ای از مطالعات کلاسیک در دانشگاه حضور یافت. پدرش شرکتی به نام آلات ورز دادن ماکارونی و سایر تجهیزات فرآوری محصولات غذایی را تولید می‌کرد.
مرگ پدرش که شرکت را اداره می‌کرد، باعث شد که گیسونی در سال ۱۹۵۶ دانشگاه را ترک کند و تجارت را بیاموزد. وی بعداً مهندس مکانیک و طراح تجهیزات فرآوری مواد غذایی شد.
او که از علاقه‌مندان به سلاح گرم بود و علاقه‌مند به طراحی هفت تیر بود. طرح‌های وی ناشی از بهبود دقت در مسابقات بین‌المللی آتش سریع بود.
سلاح‌هایی که توسط او طراحی شده‌است:
- ماتبا MT1، تولید محدود در ۱۹۸۰ با پیستول نیمه‌خودکار.[۴]
- ماتبا MTR-8 در ۱۹۸۳.
- ماتبا 2006M.
- ماتبا خودکار.[۵]
- چیاپا رینو.[۶]